# Pegomya crassiforceps
Pegomya crassiforceps är en tvåvingeart som beskrevs av Griffiths 1983. Pegomya crassiforceps ingår i släktet Pegomya och familjen blomsterflugor. Inga underarter finns listade i Catalogue of Life.